# Pigment
Pigment (lat. pigmentum: boja) je tvar različita kemijska sastava koja je nositelj boje u živih organizama. Nalaze se u stanicama u obliku zrnaca, kapljica i kristala; često su vezani na bjelančevine. Važni su za život biljaka, životinja i čovjeka. Podrijetlo im je dvojako: stvoreni su u protoplazmi specijalnih stanica kao endogeni pigmenti (plastidi) ili dospijevaju u stanice infiltracijom kao egzogeni pigmenti. Najrašireniji su pigmenti: porfirini (klorofil, hemoglobin, citokromi i drugi), karotenoidi (žuti ksantofili i narančasti do narančastocrveni karoteni, koji se nalaze u različitim tkivima biljaka, praživotinja, spužava, mahovnjaka, ježinaca, kralježnjaka, te fukoksantin u smeđih i nekih drugih alga), fikobilini (fikoeritrin i fikocijan), antocijani (crvene, ljubičaste i plave boje) te njihove bezbojne modifikacije leukoantocijanidini (bijela boja latica), flavoni i flavonoidi (žute boje poznate i pod nazivom antoksantini; nalaze se u listovima, cvjetovima i plodovima biljaka, a dolaze i u nekih vrsta kukaca i ježinaca). U vakuolama većine biljaka reda Caryophyllales nalaze se crveni ili žuti betalaini, koji u svojoj molekuli sadrže dušik: betanidin u korijenu cikle, filokaktin u biljkama roda Phyllocactus, žuti pigment u zapadnoindijske opuncije. Takav je i amanitin, crveni pigment u otrovne gljive crvene muhare. U biljnom svijetu rašireni su i kinoni (primjerice smeđa jesenja boja listova kruške), a dolaze i u unutarnjim organima ježinaca i kukaca (naftokinoni). U perju, dlakama i koži životinja i čovjeka nalaze se  melanini. Kod patoloških stanja pigmenti mogu biti abnormalno pojačani (na primjer kod žutice) ili ih nema (albinizam). Raspodjela pigmenata na površini (koži) ljudskoga, životinjskoga ili biljnoga organizma naziva se pigmentacija.
Pigment je materijal koji izgleda obojeno zbog selektivne apsorpcije i refleksije svjetlosti. Pigmenti se koriste kao tvari koje daju boju naličima, tintama, plastičnim i tekstilnim materijalima te prehrambenim i kozmetičkim proizvodima. Mogu biti od prirodnih materijala (organskog ili anorganskog podrijetla) ili umjetni (kemijski sintetizirani). Na primjer pigmenti minerala: oker, crveni, zeleni ili pigmenti iz školjaka. U industriji i umjetnosti pigmenti su netopive, čvrste tvari koje se obično koriste u obliku praha zajedno s vezivima (ulje, ljepilo, lakovi, jaje) i drugim sastojcima (na primjer voda). 
Svijet u kojem živimo šaren je od boja i nezamisliv je bez pigmenata. Gotovo da i nema plohe ili predmeta oblikovanog ljudskom rukom a da ne sadrži ili da nije prekriven pigmentom. Knjige, novine, zidovi soba, pročelja zgrada, keramičke pločice, automobili, željeznički vagoni, brodovi, mostovi, sve je to prekriveno pigmentima. Guma i plastične mase od kojih se izrađuje mnoštvo predmeta za svakodnevnu upotrebu također su obojeni pigmentima. 

## Povijest
Prirodni anorganski pigmenti bili su poznati još u prapovijesti. Naši preci iz kamenog doba upotrebljavali su mineralne pigmente kao što su oker, manganov smeđi pigment i različite gline za crteže u spiljama za koje se procjenjuje da su nastali prije oko 100 000 godina. Paljenjem okera priređivale su se oko 2 000. pr. Kr. nove vrste crvenih i ljubičastih pigmenata koji su se upotrebljavali za bojenje glinenog posuđa. Arsenov sulfid se smatra prvim čistim žutim pigmentom, ultramarin je vjerojatno bio prvi plavi, malahit zeleni, cinober crveni, a antimonov sulfid prvi čisti crni pigment. 
Proizvodnja pigmenata u industrijskom smislu započela je u 18. stoljeću otkrićem pariškog i berlinskog modrila, kromovog žutila i kobaltovog modrila. U 19. stoljeću proizvodio se ultramarin te neki kobaltni, željezni i kadmijevi pigmenti. Opći znanstveni i tehnički napredak u 20. stoljeću omogućio je sintezu i primjenu mnogih novih i kvalitetnih pigmenata, među kojima su i cinkov oksid, titanijev dioksid, olovni titanat, molibdenski narančasti pigment, kadmijevo crvenilo i tako dalje. Proizvodnja anorganskih pigmenata započela je u 19. stoljeću, ali su se već i ranije upotrebljavali pigmenti biljnog i životinjskog porijekla. Prirodni pigmenti kao klorofil, indigo i sepija nisu danas za praksu više važni, već se primjenjuju sintetski proizvodi. Začetak proizvodnje organskih pigmenata poklapa se s početkom dobivanja kemijskih spojeva iz ugljena (katranske boje). Prvi organski pigmenti bili su metalne soli organskih bojila, pa se industrija organskih pigmenata prvo razvijala paralelno s razvojem tekstilnih topljivih bojila. Najpoznatiji organski pigmenti otkriveni su ovim redom: 1899. litolni crveni pigmenti, 1905. toluidni red pigmenata, 1907. dinitralin narančasti, 1909. hansa žuti pigmenti, 1911. naftoli, 1935. diarilidi i ftalocijanini. Kinakridoni su otkriveni 1958., a šezdesetih godina 20. stoljeća sintetizirani su kondenzacijski azo pigmenti, pigmenti benzimidazolonskog, izoindolinonskog i azometinskog reda, te pigmenti iz grupe metalnih složenih spojeva.

## Pigmenti u industrijskoj primjeni
Pigmenti su obojene tvari koje su kao nositelji obojenosti sastojci različitih proizvoda kao što su boje i lakovi (nalič), tiskarske boje, guma, plastika, keramika, papir, sintetska vlakna, betonski, prehrambeni i kozmetički proizvodi. Za razliku od topljivih boja (u vodi, organskim otapalima ili materijalu koji treba obojiti) i bojila, pigmenti nisu topljivi u ostalim sastojcima materijala u koji se ugrađuju, već su dispergirani u finom usitnjenju, sve do nanometarskih čestica. Od mnogih svojstava pigmenata najvažnija je njihova boja, koja ovisi o apsorpciji, odnosno refleksiji vidljivoga dijela spektra. Bijeli pigmenti reflektiraju gotovo sav spektar, crni ga apsorbiraju, a obojeni jedan dio apsorbiraju, a ostali reflektiraju.
Pigmenti su kemijske tvari u obliku vrlo sitnih čestica, koje se upotrebljavaju uglavnom u optičke, ukrasne (dekorativne) ili zaštitne svrhe. Pigmenti su većinom obojeni i služe u prvom redu kao tvari koje daju boju sredstvima za prekrivanje površina, to jest bojama i lakovima (nalič), odnosno tiskarskim bojama, ali se upotrebljavaju i bojenje mase materijala. Za razliku od bojila, pigmenti su netopivi u vodi ili otapalu u kojem se primjenjuju i ne stvaraju kemijske veze s materijalom koji treba obojiti, već ostaju suspendirani u vezivu u finom razdjeljenju. Osim kao tvari koje mijenjaju optička svojstva materijala, pigmenti služe i u mnoge specijalne svrhe, na primjer kao sredstva protiv korozije. 
Pigmentima su vrlo slična i punila, to jest nepromjenljive (inertne) tvari koje se dodaju tehničkim proizvodima (papiru, gumi, plastičnim masama) s namjerom da im se promijene svojstva ili smanji cijena. Mnogi pigmenti služe ujedno i kao punila.

### Vrste pigmenata
Pigmenti se mogu razvrstati na više načina, na primjer prema porijeklu, kemijskom sastavu, boji ili prema svojoj manjeni. 
S obzirom na svoje porijeklo razlikuju se prirodni i sintetski pigmenti. Iako nekoć vrlo važni, prirodni pigmenti danas više nisu bitni, pa su i po svojstvima, a posebno po proizvedenim količinama uvelike nadmašeni sintetskim pigmentima. 
Različit kemijski sastav pigmenata uzrokuje i bitne razlike u svojstvima i primjeni između njihovih dviju osnovnih kemijskih klasa, anorganskih i organskih pigmenata. Anorganski su pigmenti mnogo duže u upotrebi. Njihov je udio u ukupnoj godišnjoj proizvodnji pigmenata mnogo veći od organskog i iznosi više od 96%. Odlika je anorganskih pigmenata što im je boja postojana, velike su pokrivne moći, otporni su prema djelovanju atmosferilija, otapala i topline i njihova je proizvodnja jeftina. Organski pigmenti veoma su se razvili u posljednjih pedeset godina i danas se primjenjuju sve više, posebno za raznobojni tisak u grafičkoj industriji. Ističu se većom paletom boja i nijansi, sjajnošću i transparentnošću. 
Prema svom području primjene razlikuju se pigmenti za naliče boja i lakova na uobičajenim podlogama (drvo, metal, građevne podloge), pigmenti za tiskarske boje za papir, tekstil i kožu, pigmenti za bojenje mase materijala (guma, plastične mase, staklo, papir), pigmenti za keramiku i emajl, za proizvode prehrambene i kozmetičke industrije, za slikarske boje i tako dalje. 
Pigmenti se najčešće razvrstavaju prema svojoj funkciji u dvije glavne skupine: u veliku skupinu pigmenata s izrazitim optičkim svojstvima i u pigmente sa specijalnim svojstvima (antikorozivnim, magnetskim i slično), dok se punila opisuju zasebno. Prema toj podjeli razlikuju se bijeli pokrivni pigmenti, obojeni anorganski pigmenti, obojeni organski pigmenti, crni pigmenti, pigmenti sa specijalnim svojstvima i punila. 
Radi jednoznačne klasifikacije i određivanja pigmenti i druge tvari za bojenje i ličenje označuju se, osim imenom, i šifrom prema indeksu (eng. Color index) koji propisuju kompetentna stručna udruženja u Engleskoj (eng. Society of Dyers and Colourists) i SAD (eng. American Association of Textile Chemist and Colorists). Takvo označivanje osobito je prikladno i potrebno za razlikovanje velikog mnoštva sintetskih organskih pigmenata.

#### Prirodni pigmenti
Od nekoć vrlo važnih prirodnih pigmenata danas se u manjim količinama koriste željeznooksidni pigmenti (oker i crveni) i boksit, a povećava se uporaba željeznoga tinjca (listićavi hematit). Sintetski anorganski pigmenti većinom su osrednje moći bojenja i velike pokrivnosti. U uporabi su, uz iznimku čađe i grafita, različiti spojevi metala, i to najviše kao:
- bijeli pigmenti: titanijevo bjelilo (rutil, anatas), cinkovo bjelilo, cinkov sulfid, olovno bjelilo, antimonovo bjelilo i smjesa cinkova sulfida i barijeva sulfata (litopon);
- crni: čađa, grafit i željezno crnilo;
- žuti: kobaltovo žutilo, auripigment, kadmijevo žutilo, barijev kromat, kromovo žutilo, napuljska žuta, stroncijsko žutilo, željezno žutilo, žuti oker, cinkovo žutilo;
- narančasti: kromova narančasta;
- crveni: kadmijeva crvena, minij, molibdatno crvenilo, realgar, cinober, željezno crvenilo, crveni oker;
- plavi: akvamarin, azurit, berlinsko modrilo, egipatska plava, kobaltovo modrilo, smaltit, ultramarin;
- smeđi: sijena, umbra, željezni oksidni pigmenti;
- zeleni: kobaltovo zelenilo, kromoksidna zelena, kromova zelena, verdigris, viridian, zelena zemlja;
- ljubičasti: kobaltna ljubičasta, manganski ljubičasti pigment.

Značajnu uporabu kao pigmenti imaju i metali: ljuskice aluminija i bronce (metalni dekorativni pigmenti), cinkov prah.

#### Sintetski organski pigmenti
Sintetski organski pigmenti velike su moći bojenja i male pokrivnosti. U uporabi su:
- žuti, narančasti i crveni azo-, diazo- i kompleksni azo-pigmenti, heterociklički (izoindolin) i antrakinonski, te crveni kinakridonski pigmenti;
- ljubičasti: dioksazinski i kinakridonski pigmenti;
- plavi: ftalocijaninski (bakrov ftalocijanin) i indantrenski;
- smeđi: kinakridonski;
- zeleni: ftalocijaninski (halogenirani bakrov ftalocijanin) i niklovi azo-pigmenti.

Pigmentima se postižu i posebni optički učinci pigmentiranih proizvoda (transparentnost, metalni ili sedefast izgled, luminiscencija), te neka druga svojstva kao povećana otpornost prema koroziji, električnu provodnost i magnetičnost.

#### Indeks boje
Indeks boje međunarodni je sustav kodiranja organskih pigmenata, u kojem se navodi ime skupine, tip i broj boje, kemijski sastav, komercijalno ili trgovačko ime. Služi za jednoznačnu klasifikaciju i identifikaciju pigmenata, a sadrži više od 700 tipova i više od 5000 pojedinačnih pigmenata.

#### Tržište pigmenata
Današnji se veliki potrošači sve više usmjeruju na uporabu do 15 visokokvalitetnih pigmenata u obliku tekućih preparata (koloranti, pigmentne paste), koji se plasiraju i kao tržišni proizvodi. Industrija boja i lakova rabi još za metalni izgled aluminijske ljuskice i kemijski obrađen tinjac, kao antikorozivne pigmente cinkov prah, cinkov fosfat i željezni tinjac te veći broj pigmenata za specifične proizvode, za posebne optičke učinke i neka druga svojstva. Zbog ekološki nepodobnih svojstava gotovo su potpuno izvan uporabe nekad mnogo rabljeni pigmenti na bazi olova (na primjer izrazito antikorozivni minij), a stalno se smanjuje i potrošnja pigmenata na bazi kroma.
U Hrvatskoj su sredinom 20. stoljeća Industrochem Pula i zagrebački Moster d. d. (poslije Chromos) proizvodili prirodne pigmente od boksita i željezooksidnih ruda. Chromos je 1953. započeo proizvodnju taložnih pigmenata na bazi kroma, olova i cinka, proizvodnju takozvanog tekućega zlata za keramiku 1963., a nekih drugih keramičkih pigmenata 1967. Svoju je ponudu pigmenata znatno proširio od 1968., a od 1975. proizvodio je i molibdatne pigmente. Približno polovicu proizvodnje plasirao je u izvoz. Od 1991. proizvodnja pigmenata u Chromosu znatno se smanjila, a 2000. i potpuno prestala.

## Pigmenti za boje i lakove
Jedan od osnovnih sastojaka prekrivnog sredstva ili naliča čine pigmenti, netopljive anorganske ili organske čvrste tvari koje selektivno upijaju (apsorbiraju) i odbijaju (reflektiraju) svjetlost, a suspendirane u vezivima daju prevlakama obojenje. Pigmente za prekrivna sredstva karakterizira čitav niz kemijskih i fizikalnih svojstava: boja, moć bojenja, moć pokrivanja, veličina i oblik čestica, kvašenje, apsorpcija ulja, sposobnost sprečavanja korozije, te otpornost prema svjetlu, toplini, vodi i kemikalija, i druga. Izborom pigmenata i njihovom količinom može se znatno utjecati na osnovna svojstva svakog prekrivnog sredstva, bilo u tekućem stanju, to jest prije nanošenja na podlogu (boja, sušenje, viskoznost, sjedanje), bilo nakon nanošenja (boja, naprozirnost, sjaj, tvrdoća, elastičnost, prianjanje, trajnost, kemijska otpornost, otpornost prema različitim utjecajima, te antikorozivna svojstva). 

## Podjela pigmenata
Uobičajena podjela pigmenata na anorganske i organske temelji se na različitim svojstvima uvjetovanim kemijskim sastavom. Anorganski pigmenti, velikih primarnih čestica s obzirom na organske, imaju visoko talište, velike su gustoće (od 2 700 do 6 000 kg/m3), vrlo dobru moć pokrivanja, slabu moć bojenja, a odlikuju se često neograničenom svjetlostalnošću u punom i u razrijeđenom tonu. Organski pigmenti, malih primarnih čestica, imaju nisko talište, male gustoće (od 1 200 do 1 800 kg/m3), slabu moć pokrivanja, veliku moć bojenja, čistoću tona, te ograničenu svjetlostalnost u punom tonu, koja često razrjeđenjem još i opada. Osim toga pigmenti se mogu razlikovati i prema glavnim područjima primjene: pigmenti za postizanje optičkih učinaka (bijeli, crni i ostali obojeni pigmenti, metalni pigmenti), antikorozivni pigmenti, posebni ili specijalni pigmenti (fluorescentni, električni vodljivi, indikatorski i drugi). Među njima su najvažniji i najviše upotrebljavani pigmenti koji služe da bi se površina predmeta ili objekata zaštitila ili joj se dalo neko obojenje.

### Anorganski pigmenti
Glavni anorganski pigmenti jesu titanijev dioksid (TiO2), litopon (ZnS + BaSO4 ili CaSO4), cinkovo bjelilo (ZnO), olovno bjelilo (PbCO3, Pb(OH)2), antimonov(III) oksid (Sb2O3) i tako dalje. Od te je grupe najvažniji titanijev dioksid, kojega je primjena univerzalna zahvaljujući njegovoj bjelini, velikoj moći pokrivanja, temperaturnoj stabilnosti, te inertnosti prema vezivima, otapalima i različitim kemijskim agensima. Litopon se danas uglavnom upotrebljava za disperzijske unutrašnje prevlake i za temeljne boje, cinkov oksid u manjim količinama kao fungicidno sredstvo, dok se olovni bijeli pigmenti gotovo više ne upotrebljavaju. Antimonov(III) oksid upotrebljava se najviše u proizvodnji nezapaljivih boja na osnovi klorkaučuka. S obzirom na kemijski sastav razlikuje se nekoliko grupa anorganskih obojenih pigmenata. 

#### Oksidi
Oksidi mogu biti jednostavni, na primjer željezni oksidi i hidroksidi (žuti, crveni, smeđi i crni), kromovi oksidi (zeleni), olovni minij (Pb2PbO4) kao antikorozivni pigment, te miješani (supstituirani) rutili i spineli. Ta se grupa pigmenata odlikuje osobitom svjetlostalnošću, vrlo visokom temperaturnom otpornošću do 500 °C i više (osim žutih, smeđih i crnih željeznih oksida), vrlo dobrom otpornošću prema kemikalijama, te velikom moći pokrivanja. 

#### Sulfidni i selenidni pigmenti
Sulfidni i selenidni pigmenti jesu kadmijevi žuti, narančasti i crveni, te plavi ultramarin. I ti pigmenti pokazuju odličnu svjetlostalnost, visoku temperaturnu otpornost (500 °C), vrlo dobru otpornost prema alkalijama, ali slabu prema kiselinama i atmosferskim utjecajima. 

#### Kromatni pigmenti
Kromatni pigmenti jesu kromovi žuti i narančasti, Pb(Cr,S)O4 i molibdatni crveni, Pb(Cr,Mo,S)O4, te miješani pigmenti: kromov zeleni i cinkov zeleni pigment. Od antikorozivnih pigmenata iz te su grupe najvažniji cinkov kromat (cinkov žuti), cinkov tetraoksidkromat, barijev kromat i stroncijev kromat. Svojstva te grupe pigmenata jesu osrednja svjetlostalnost i postojanost na atmosferske utjecaje i kemikalije, te temperaturna otpornost do 160 °C. Posebnom obradom pigmenata te grupe (osim antikorozivnih) mogu se dobiti pigmenti vrlo dobre svjetlostalnosti, otpornosti prema atmosferskim uvjetima, a donekle i kemijske otpornosti (na primjer prema štetnpm djelovanju sumporovog dioksida). 

#### Cijanidni pigmenti
Od cijanidnih pigmenata najvažniji su kompleksni spojevi željeza poznati pod nazivima: berlinsko modrilo, milori plava, pariško plava ili prusko plava. Odlikuju se odličnom svjetlostalnošću i otpornošću na atmosferske utjecaje koja razrijeđenjem opada, velikom moći bojenja, dobrom otpornošću na organska otapala i slabe kiseline, slabom otpornošću na alkalije, te temperaturnom stabilnošću do 150 °C.

#### Čađa
Čađa je fino dispergirani ugljik (od 90 do 99% ugljika) koji nastaje raspadom, najčešće nepotpunim izgaranjem, organskih tvari. Čađe se razlikuju prema vrsti sirovine za njihovu proizvodnju i prema proizvodnom postupku. Time su određena i njihova svojstva, od čađa veoma sitnih čestica, duoko crnih tonova, veoma velike moći pokrivanja i moći bojenja, do čađa većih primarnih čestica, tamnosivih tonova, slabije moći bojenja i moći pokrivanja. Sve se čađe odlikuju izvanrednom svjetlostalnošću, otpornošću na atmosferske utjecaje i kemijske tvari, te temperaturnom stabilnošću do 250 °C. Upotrebljavaju se za proizvodnju svih vrsta crnih i sivih boja i lakova, od najjednostavnijih uljenih boja do visokokvalitetnih automobilskih lakova.

### Organski pigmenti
Kao organski pigmenti (pigmentna bojila) upotrebljavaju se naki organski čvrsti spojevi, koji zbog svoje obojenosti daju prevlakama željeni dekorativni izgled, a netopivi su u tvari u kojem se primjenjuju. Prema kemijskom sastavu razlikuje se nekoliko grupa organskih pigmenata. 

#### Azo-pigmenti
U grupu azo-pigmenata ubrajaju se monoazo-pigmenti (žuti, narančasti i crveni), diazo-pigmenti (žuti i narančasti), azo-kondenzacijski pigmenti (od žutih preko crvenih do smeđih) i teško topive soli anionskih azo-boja (uglavnom crveni pigmenti). Monoazo-pigmenti odlikuju se vrlo dobrom svjetlostalnošću u punom tonu, koja najčešće razrjeđenjem opada, te vrlo dobrom kemijskom otpornošću. Međutim, njihova otpornost prema organskim otapalima, a time i prema mogućnosti prelakiranja, vrlo je slaba. To isto vrijedi i za temperaturnu stabilnost koja ne prelazi 80 °C. Zbog navedenih svojstava upotreba im je ograničena na industrijske lakove sušive na zraku, unutrašnje i vanjske boje za zidove (fasadne boje) i slično. Njihova je prednost u tome što im je cijena s obzirom na ostale pigmente niska. Svojstva diazo-pigmenata jesu vrlo dobra kemijska otpornost, dobra otpornost prema organskim otapalima, te temperaturna stabilnost do 200 °C uz osrednju svjetlostalnost. Njihova je najvažnija primjena u tiskarstvu (za tiskane boje). Svojstva azo-kondenzacijskih pigmenata znatno se razlikuju od svojstva ostalih azo-pigmenata, pa su više nalik svojstvima karbonilnih pigmenata. Teško topive soli anionskih azo-boja vrlo su otporne prema organskim otapalima, a postojane su do 160 °C. Slabo su otporne prema kemijskim agensima i nisu osobito svjetlostalne. Upotrebljavaju se u proizvodnji industrijskih lakova sušivih na zraku i u peći. Više se primjenjuju kao tiskarske boje. 

#### Ftalocijaninski pigmenti
Pigmenti grupe ftalocijanina i ostalih organometalnih kompleksa (od kojih su najvažniji ftalocijanski plavi i zeleni pigmenti), zatim grupe karbonilnih (ili policikličkih) pigmenata i grupe azinskih i dioksazinskih pigmenata, odlikuju se vrlo dobrom svjetlostalnošću, dobrom ili vrlo dobrom otpornošću prema organskim otapalima, vrlo dobrom kemijskom otpornošću i vrlo dobrom temperaturnom postojanošću. Pigmenti tih grupa po svojim svojstvima odgovaraju najvišim zahtjevima i mogu se upotrijebiti u svim vrstama prevlaka plavih nijansi, ali se zbog visoke cijene primjenjuju samo kada ostali pigmenti ne zadovoljavaju, na primjer za automobilske lakove, za lakiranje limenih traka (eng. coil coating) i slično. Od tih grupa mogu se izdvojiti ftalocijanski pigmenti kojih je upotreba zbog izvrsnih svojstava i dosta niske cijene veoma raširena.

### Specijalni pigmenti
Za razliku od uobičajenih bijelih, crnih i obojenih pokrivnih pigmenata, koji uglavnom služe da neku plohu, predmet ili objekt oboje i ujedno zaštite, specijalnim se pigmentima
postižu posebni optički i zaštitni učinci, ili su oni nosioci posebnih tehnički važnih svojstava. Tako se u najvažnije specijalne pigmente ubrajaju metalni dekorativni, sedefasti, svjetleći i antikorozivni pigmenti, magnetski pigmenti za prenošenje informacija i slično.

#### Metalni pigmenti
Metalni pigmenti mogu biti antikorozivni i dekorativni. Od antikorozivnih metalnih pigmenata vrlo je važan cinkov prah, a donekle i olovni prah. Oba su izrazito antikorozivnog djelovanja, a upotrebljavaju se u proizvodnji temeljnih boja za željezo. Od dekorativnih metalnih pigmenata danas je najviše u upotrebi fino mljeveni aluminij u obliku praha ili paste. Prilikom nanošenja i sušenja naliča mogu se čestice aluminijskog praha različito ponašati, pa se s obzirom na to razlikuju dvije vrste pigmenata. U prvoj vrsti pigmenata poznatih pod nazivom isplivavajući (eng. leafing) većina čestica aluminijskog praha ispliva na površinu prije završenog sušenja, pa suhi film ima izgled čistog, sjajnog metala. Osim svoje dekorativne uloge, takve prevlake imaju i druga poželjna svojstva kao što su refleksija toplinskih zraka, otpornost na atmosferske utjecaje i kemijske agense, nepropusnost za vodu i vlagu, velika moć pokrivanja i veća trajnost, a upotrebljavaju se za zaštitu mostova, dalekovoda, rezervoara i slično. U drugoj vrsti metalnih pigmenata, neisplivavajući pigmenti (eng. nonleafing) čestice aluminijskog praha ravnomjerno se raspoređuju u cijelom filmu, pa on ima izgled i boju metala, ali ne refleksiju i sjaj. Aluminijski prah takvih svojstava upotrebljava se sam ili u kombinaciji s obojenim pigmentima u proizvodnji metaliziranih lakova za automobile. 

#### Sedefasti pigmenti
Sedefasti pigment je pigment koji se ističe posebnim optičkim učinkom koji se ispoljuje sedefastim sjajem i prelijevajućim, interferentnim bojama. Ti se pigmenti sastoje od vrlo sitnih listića, ali su, za razliku od metalnih pigmenata, djelomično prozirni i snažno lome svjetlost. Ako su čestice pigmenata paralelno orijentirane s površinom, dio upadne svjetlosti proći će kroz pigment, dok će se drugi dio svjetlosti odbiti (reflektirati). Međutim, svjetlost se ne reflektira samo s površine, već i s pigmentnih čestica iz unutrašnjosti materijala, pa se tako dobiva optički dojam sjaja iz dubine, a moguća je i pojava interferencije.

#### Antikorozivni pigmenti
Među metodama za borbu protiv korozije metala vrlo je važno nanošenje zaštitnih prevlaka ličenjem. Takve prevlake ne služe samo kao prepreka prema agresivnom mediju, već sadrže i antikorozivne pigmente koji aktivno sudjeluju u smanjenju (inhibiranju) korozijskih procesa na površini metala. Antikorozivni pigmenti primjenjuju se u sklopu temeljnih boja, koje se kao temeljni sloj nanose izravno na površinu metala. Među tehnički važne antikorozivne pigmente ubrajaju se pigmenti koji sadrže olovo, kromatni pigmenti, fosfatni pigmenti, metalni prah i organski korozijski inhibitori. 

##### Minij
Minij je najpoznatiji i najstariji antikorozivni pigment. Trgovački je minij narančastocrveni prah, koji sadrži manje količine olovnog monoksida. Proizvodi se oksidacijom olovnog monoksida u struji zraka na temperaturi od 400 do 500°C. Minij se primjenjuje kao pigmentni sastojak temeljnih boja (nalič), u kojima kao veziva služe sušiva ulja, dugouljne i srednjouljne alkidne i fizikalno sušive umjetne smole. Naliči takvih boja velike su pokrivne moći, dobre nepropusnosti i vrlo dobro prianjaju uz površinu. Minij ima višestruko antikorozivno djelovanje. Njegova zaštita u kemijskom smislu temelji se na stvaranju olovnih sapuna s masnim kiselinama sušivih ulja, pa tako nastaje mehanički izdržljiv i vodootporan zaštitni sloj. Osim toga, olovo stupa u kemijsku reakciju i uklanja eventualno prisutne kloridne i sulfatne ione koji mogu uzrokovati koroziju. Jednako je važno elektrokemijsko zaštitno djelovanje minija, koje se sastoji u njegovoj sposobnosti oksidacije. Zbog toga se minij vrlo mnogo upotrebljavao u borbi protiv korozije metala, u prvom redu za antikorozivno zaštitno ličenje velikih čeličnih konstrukcija (mostova i slično). 

##### Olovni silikokromat
Olovni silikokromat, 4(PbCr04•PbO)+ 3 (Si02•4 PbO), narančasti je prah, koji se sastoji od aktivnog antikorozivnog pigmenta nanesenog na inertni nosač (silicijev dioksid). U pripremi sredstava za ličenje miješa se olovni silikokromat s različitim vezivima, a u prvom redu s alkidnim smolama i s umjetnim smolama sušivim u pećima. Njegovo kemijsko i elektrokemijsko antikorozivno djelovanje primjenjuje se u zaštitnom ličenju velikih metalnih konstrukcija te u pripremi temeljnih boja za ličenje predmeta koji se kasnije pokrivno lakiraju.

##### Cinkovo žutilo
Cinkovo žutilo ili cink-kalijev kromat je poznata je žuta antikorozivna boja koja slabo pokriva, ali je svjetlostalna i netopljiva u otapalima. Dobro prianja uz metalne podloge, pa služi za antikorozivnu zaštitu željeza, čelika, cinka i lakih metala (aluminija i magnezija). Najviše se cinkova žutila troši za temeljno zaštitno ličenje vozila (automobila, željezničkih vagona, avionskih dijelova i slično). Osim za izravnu antikorozivnu zaštitu, cinkovo se žutilo miješa s plavim pigmentima (ftalocijaninskim ili cijanidnim - berlinsko modrilo) u pripravi zelenih pigmenata, na primjer cinkova zelenila (kromova zelena).

##### Cinkov tetraoksidkromat
Cinkov tetraoksidkromat, ZnCr04∙4 Zn(0H)2, proizvodi se kemijskom reakcijom cinkov oksida s kromatnom kiselinom. S vezivom kao što je poli(vinil-butiral) taj se antikorozivni pigment upotrebljava za pripravu posebnih temeljnih boja (poznatih pod engleskim nazivom wash primer), koje se na metal nanose u vrlo tankom sloju i najčešće služe da uspostave čvrstu vezu metalne površine s površinskim slojevima laka. Takve vrste temeljnih boja namijenjene su antikorozivnoj zaštiti metala izloženih velikoj vlazi, pa se mnogo upotrebljavaju za temeljno ličenje metalnih konstrukcija, u industriji vozila i tako dalje.

##### Cinkov fosfat
Cinkov fosfat se pripravlja kemijskom reakcijom cinkova oksida s fosfatnom kiselinom. Njegovo je antikorozivno djelovanje posljedica stvaranja zaštitnog, pasivirajućeg sloja bazičnog željezo(III)-fosfata na površini željeza. Cinkov fosfat može se prilikom priprave boja primiješati praktički bilo kojoj vrsti veziva, a kako je bezbojan, često se kombinira i s obojenim pigmentima. Upotrebljava se u proizvodnji temeljnih industrijskih boja, posebno kao temelj za lak boje koje se razrjeđuju vodom, zatim za zaštitno građevinsko ličenje i slično.

##### Cinkov prah
Zanimanje za cinkov prah i za mogućnost upotrebe kao antikorozivnog pigmenta u temeljnim bojama razvilo se nakon spoznaje o njegovoj djelotvornoj zaštiti čelika elektroplatiranjem. Cinkov je prah plavosive boje, a, za razliku od ljuskastih čestica ostalih metalnih pigmenata, sastoji se od sferičnih čestica. Pripravlja se destilacijom otpadnog cinka u uvjetima koji onemogućuju oksidaciju i stvaranje većih čestica za vrijeme kondenzacije. Osim što pokriva i štiti površinu metala, njegovo se elektrokemijsko antikorozivno djelovanje u dodiru sa željezom ispoljuje kao katodna zaštita. U proizvodnji temeljnih ili pokrivnih boja s cinkovim prahom mogu se kao veziva upotrijebiti umjetne smole sušive na zraku, te epoksidne smole i poliuretani. Takve su boje odlična zaštitna sredstva protiv korozije i primjenjuju se u prvom redu za ličenje velikih metalnih konstrukcija u građevinarstvu i brodogradnji.

##### Olovni prah
Olovni prah proizvodi se raspršivanjem rastaljenog olova kroz mlaznice. Tamnosive je boje i podložan oksidaciji, pa se prodaje zaštićen od zraka ili u obliku paste. Lako se kombinira s mnogim vezivima, a posebno su prikladne epoksidne smole i klorkaučuk. Slično aluminijskom pigmentu, i olovni prah u lakovima i bojama pokazuje svojstvo isplivavanja, to jest nagomilavanje pigmentnih čestica uz površinu naliča i paralelnu orijentaciju s površinom, ali je to slabije izraženo i ne dobiva se visoki sjaj. Naliči s olovnim prahom upotrebljavaju se kao antikorozivna zaštita na čeliku, željezu i lakim metalima izloženim posebno agresivnom kemijskom djelovanju. Osim toga, takvi se naliči primjenjuju i u zaštiti od zračenja.

##### Organski korozijski inhibitori
Organski korozijski inhibitori jesu cinkove soli ili cink-olovne soli organskih kiselina koje kao supstituente sadrže nitro-skupine. Najpoznatiji su inhibitori trgovačkog imena Sicorin, što su soli nitroizoftalne kiseline. Organski korozijski inhibitori lako se kombiniraju s mnogim vezivima, a upotrebljavaju se za pripremu temeljnih zaštitnih boja različite namjene.

#### Svjetleći pigmenti
Među pigmente sa specijalnim svojstvima ubrajaju se i svjetleći (luminescentni) pigmenti, dakle tvari pigmentnih svojstava koje mogu emitirati vidljivo zračenje kao posljedicu nekog netermalnog procesa (bez topline). Obično se pod tim misli na fotoluminescenciju, to jest na pojavu fluorescencije i fosforescencije pobuđene svjetlom, ali su danas veoma tehnički važni i ostali tipovi luminescencije. Luminescentni pigmenti, kao dio mnoštva različitih tehnički upotrebljivih luminescentnih tvari, nalaze široku primjenu u dekorativnom bojenju (lakovi i boje za naliče, za bojenje polimernih materijala, papira, kao tiskarske boje), za označivanje i orijentaciju u zamračenim prostorijama, na sigurnosnim uređajima, zatim kao svjetleće tvari na zaslonim različitih mjernih i kontrolnih aparata, televizora i slično. Najviše se od luminescentnih pigmenata upotrebljavaju pigmenti temeljeni na cinkovom sulfidu. Obično se radi o čistom cinkovom sulfidu ili o njegovoj smjesi sa sulfidima drugih elemenata (najčešće s kadmijem). Uz to je potrebna i vrlo mala količina aktivatora (maseni udjel od 0,003 do 1%), što je obično srebro, bakar ili mangan. Cinkov sulfid luminescentnih svojstava razlikuje se od bijelog pokrivnog cinkovog sulfida po grubosti svojih čestica i po boji koja dosta odstupa od čistog bijelog tona. Već prema vrsti metala kao aktivatora, cinkov sulfid može fluorescirati u vrlo različitim bojama. Posebnom obradom može se, također u različitim bojama, postići fosforescencija, koja ponekad može trajati i do 12 sati. 

#### Pigmenti za keramiku
Pod pigmentima za keramiku razumiju se kemijske tvari namijenjene bojenju grubih i finih keramičkih proizvoda, ali se mogu upotrijebiti i za emajl i staklo. Te se tvari donekle razlikuju od pigmenata za lakove i boje (nalič) kojima se zaštićuju ili boje uobičajene podloge kao što su drvo, metal i građevne ploče. Osnovna razlika među njima je u tome što se tim tvarima ne boje gotovi proizvodi, već se one primjenjuju u toku proizvodnje keramike i sličnih materijala, pa su prilikom pečenja i žarenja tih materijala (obično u temperaturnom području od 500 do 1 400 °C) podvrgnute dužem djelovanju topline. Od keramičkih se pigmenata, dakle, kao osnovni zahtjev traži da budu izrazito postojani na visokim temperaturama, što je odlika samo nekih anorganskih spojeva. Keramički pigmenti često razviju svoju pravu boju tek nakon pečenja proizvoda na koje su nanijeti. Keramički se pigmenti primjenjuju kao sastojci keramičkih boja. Osim pigmenata, one sadrže i sredstva za snižavanje tališta te takozvane glazurne frite. Glazume frite treba da u keramičkoj boji služe kao vezivo i da na keramičkom proizvodu stvore prevlaku, glazuru, koja sadrži obojene pigmente (emajliranje). 

## Svojstva pigmenata
Prema svom kemijskom sastavu anorganski pigmenti najčešće su oksidi, sulfidi i kromati, a rjeđe to mogu biti karbonati, sulfati, silikati ili neke druge vrste anorganskih spojeva. Većina anorganskih pigmenata jedinstvenog je kemijskog sastava. Međutim, neki se pigmenti mogu sastojati od više tvari, pa su složene građe ili su to smjese pigmenata. U takve se pigmente ubrajaju mješoviti pigmenti, pigmenti s nosiocem i pigmenti s ovojnicom. Mješoviti pigmenti sastoje se od više vrsta pigmenata, koji su u suhom stanju izmiješani ili samljeveni u finu smjesu. U pigmentima s nosiocem obično je tvar pigmentnih svojstava nanesena u tankom sloju na neko punilo koje služi kao nosilac. Nasuprot tome, u pigmentima s ovojnicom pigmenti su obavijeni tankim slojem neke druge tvari s namjerom da se neka svojstva pigmenata modificiraju. 

### Oblik i veličina čestica
Osim optičkih svojstava, među bitne karakteristike koje određuju upotrebljivost i vrijednost neke tvari kao pigmenta ubrajaju se oblik i veličina čestica. 
Oblik pigmentnih čestica vrlo je različit. Najčešće su to kuglice, prizme, listići, štapići i iglice, ali se susreću i čestice posve nepravilnih oblika. U masi pigmenata čestice mogu postojati samostalno kao pojedinačne, odijeljene jedinke. Međutim, čestice se često udružuju u manje ili veće nakupine. Tako je agregatom nazvana gusta nakupina nastala pravilnim slaganjem orijentiranih čestica. Za razliku od toga, aglomerat je nepravilna, rjeđa nakupina čestica, a flokulat je naziv za aglomerat pigmentnih čestica stvoren u suspenziji. 
Veličina čestica može se jednoznačno odrediti samo za čestice pravilnog oblika (promjer kugle, duljina brida kocke). Za realne čestice, koje od toga više ili manje odstupaju, veličina se izražava dogovornim definicijama ovisnim o mjernim metodama. Obično se upotrebljava ekvivalentni promjer, što je promjer zamišljene kugle kojoj je volumen (ili površina) jednak volumenu (ili površini) nepravilne čestice. Za svojstva pigmenata vrlo je važan udjel pojedinih klasa čestica u nekom kolektivu čestica, što se određuje granulometrijskom analizom. Tako se dobiva uvid u raspodjelu čestica različitih veličina i može se odrediti srednja veličina čestica nekog uzorka. Ocjenjuje se da srednja veličina čestica anorganskih pigmenata iznosi od 0,01 do 10 μm, ali je pretežno u rasponu od 0,1 do 1 μm.

### Optička svojstva
Od mnogih dobrih svojstava, koja se od pigmenata zahtijevaju, optička su svojstva svakako najvažnija. Optička svojstva neke tvari određena su ponašanjem svjetlosti u dodiru s tom tvari. Svjetlost može kroz tvar prolaziti, od nje se reflektirati ili biti apsorbirana. Ako vidljiva svjetlost prolazi kroz tvar nepromijenjena, tvar će biti bezbojna, ako se svjetlost potpuno apsorbira tvar je crna, a ako se potpuno reflektira tvar je bijela. Djelomična apsorpcija vidljive svjetlosti uzrok je obojenosti neke tvari. Tvar je, dakle, obojena ako selektivno apsorbira elektromagnetsko zračenje određenih valnih duljina u području od 380 do 760 nm (vidljiva svjetlost), a propušta ili reflektira elektromagnetsko zračenje ostalih valnih duljina tog područja. 
Apsorpcija elektromagnetskog zračenja nastaje prijelazom elektrona u atomu, odnosno molekuli, iz stanja niže energije u stanje više energije. Tvar će, prema tome, apsorbirati svjetlost i biti obojena ako njena elektronska konfiguracija nije vrlo stabilna, već lako prelazi u pobuđeno stanje. To se može dogoditi ako elektroni raspolažu energijski bliskim orbitalama, ako su moguće rezonantne elektronske konfiguracije i ako se elektronski sustav lako polarizira. Tako će uglavnom biti obojene anorganske tvari sastavljene od iona prijelaznih i unutrašnjih prijelaznih elemenata. To je posebno izraženo za anorganske spojeve s ionima prijelaznih metala s nesparenim d-lektronima, koji lako tvore složene ione (spojevi bakra, nikla, kroma, kobalta, mangana, željeza). Među organskim spojevima obojeni će biti oni u kojima su elektroni slabije vezani i u kojima su razlike među njihovim raspoloživim energijskim razinama maleni. To će općenito biti spojevi s π-elektronima, to jest višestrukim vezama. Boja će biti izraženija ako molekule takvih spojeva sadrže nekoliko višestrukih veza, ako su te veze konjugirane i ako su u molekuli prisutni heteroatomi. Tvari sastavljene od atoma, odnosno molekula stabilne elektronske konfiguracije, bit će većinom bezbojne, odnosno bijele. U tu se grupu tvari ubrajaju anorganski spojevi elemenata glavnih skupina periodskog sustava. Od organskih spojeva neobojeni će biti oni u kojima su elektroni čvrsto vezani u σ-vezama, dakle uglavnom zasićeni i nekonjugirani spojevi. 
O optičkim svojstvima uvelike ovisi upotrebljivost pigmenta u praksi, pa prema tome i njihova vrijednost i cijena. Osim karakteristične boje, za primjenu nekog pigmenta važna su i druga optička svojstva kao što su pokrivna moć, jakost boje, moć posvjetljivanja, moć raspršivanja, neprozirnost i tako dalje. Često su mnoga od tih svojstava vrlo slična i u međusobnoj su vezi, pa nisu pojmovno uvijek jednoznačno određena ili se s više naziva opisuje u stvari isto svojstvo. Tako se pod pokrivnom moći, što je jedno od najvažnijih od svih svojstava nekog pigmenta, razumije sposobnost pigmenta da, nanesen na podlogu u obliku naliča, prekrije tu podlogu tako da se ona više ne vidi. Pokrivna se moć izražava kao površina podloge koja je potpuno prekrivena jediničnim volumenom nekog određenog pigmentiranog laka ili boje. U uskoj je vezi i jakost boje, što se određuje kao mjera za sposobnost nekog pigmentiranog laka ili boje da mijenja boju neke već ranije obojene podloge. To se i moć posvjetljivanja može shvatiti kao sposobnost pigmenta da općenito poveća refleksiju svjetlosti s veziva nekog naliča. Mnoga od optičkih svojstava mogu biti podložna subjektivnoj ocjeni promatrača. Da bi se različiti pigmenti mogli prema tim optičkim svojstvima međusobno uspoređivati, potrebno je da se ona točno odredi i da se utvrde točne metode, postupci i mjerni uređaji za njihovo određivanje i mjerenje.

### Otpornost prema svjetlu i atmosferilijama
Pigmenti su u svom području i mjestu primjene često izloženi dugotrajnom utjecaju svjetlosti i djelovanju atmosferilija, to jest tvari iz atmosfere (oborine, vodena para, kisik, ugljikov dioksid) koje uzrokuju koroziju, otapanje i raspadanje materijala. Takvu su djelovanju posebno izloženi pigmenti u lakovima i bojama za vanjsku upotrebu, i pri tom se u njima zbivaju mnoge promjene strukture ili boje, a najčešće vidljive i nepoželjne posljedice jesu požućenje, prašenje i gubitak sjaja. S obzirom na postojanost svoje boje prema djelovanju svjetlosti i atmosferilija anorganski su pigmenti vrlo stabilni. To posebno vrijedi za oksidne pigmente. Sulfidni su pigmenti nešto skloniji oksidaciji i prijelazu u sulfate, koji se djelovanjem atmosferilija mogu isprati i uništiti. 

### Kredanje
Kredanje je raspadanje gornjeg sloja nekog pigmentiranog naliča u sitne djeliče, obično započeto fotokemijskom reakcijom, u kojoj djelovanjem svjetlosti, vode i kisika nastaju vrlo reaktivni radikali (na primjer hidroksidni radikal OH) koji oksidativno razgrađuju površinu naliča. Popratna je pojava takva procesa i gubitak sjaja naliča. Otpornost prema kredanju ovisi o vezivu, ali i o vrsti pigmenta, pa se nastoji poboljšati različitim dodacima i posebnim postupcima obrade.

### Otpornost prema toplini
Otpornost prema toplini vrlo je važno svojstvo pigmenata, posebno s obzirom na neke od suvremenih metoda nanošenja naliča pri kojima se radi na višim temperaturama (takozvani pečeni lakovi). Štetno djelovanje topline posebno se opaža na bijelim pigmentima koji lako požute. Najotporniji su prema toplini oksidni pigmenti, ali su otporni i mnogi sulfidni pigmenti, od kojih se neki čak upotrebljavaju kao naliči za emajl. Osim o kemijskom sastavu, toplinska otpornost pigmenata ovisi mnogo i o vezivu s kojim se pigment u naliču nalazi. 

### Otpornost prema kemikalijama
Otpornost prema kemikalijama također je jedno od svojstava po kojem se anorganski pigmenti ističu prema organskima. I u tome su oksidni pigmenti bolji od drugih vrsta anorganskih pigmenata. 

### Ponašanje pigmenata u vezivima
Ponašanje pigmenata u vezivima veoma je važno za primjenu pigmenata u sredstvima za ličenje (bojama i lakovima). Prije upotrebe takva su sredstva većinom suspenzije pigmenata u vezivu, to jest fine disperzije pigmentnih čestica u tekućem vezivu, u kojem se one ne otapaju. Nakon nanošenja na neku površinu te suspenzije prelaze sušenjem u čvrstu koloidnu otopinu. O mogućnosti kombiniranja nekog pigmenta s određenim vezivom (njihovoj međusobnoj podnošljivosti) i o sposobnosti i podatljivosti pigmenata da se u tom vezivu što bolje dispergira ovise mnoga važna svojstva boja i lakova, među ostalima i njihova viskoznost i optička svojstva, u prvom redu ton boje, jakost boje i sjaj. Dobro je poznato da se boja pigmenata mijenja sa stupnjem njihove usitnjenosti, pa se to primjenjuje i strogo kontrolira još i tokom njihove proizvodnje.  
Stvaranje fine i stabilne suspenzije pigmenata u vezivu vrlo je važno u onim lakovima i bojama u kojima je upotrijebljena smjesa različitih pigmenata (na primjer smjesa bijelog i nekog obojenog pigmenta). Ako takva suspenzija nije posve stabilna, odnosno ako sposobnost dispergiranja različitih pigmenata nije podjednaka, može se u naliču nakon primjene opaziti takozvano isplivavanje, to jest razdvajanje pigmenata, što može bitno utjecati na boju i optički učinak, te učiniti takav proizvod neupotrebljivim. Zbog toga proizvođači pigmenata redovno navode podatke za pigmentnu volumnu koncentraciju (PVK) i kritičnu pigmentnu volumnu koncentraciju (KPVK). Prva je od njih optimalna koncentracija pigmenata u nekom određenom vezivu s obzirom na svojstva budućeg osušenog laka, dok druga predstavljaju onu koncentraciju pri kojoj se svojstva osušenog laka počinju drastično mijenjati i pogoršavati. 

### Karakterizacija pigmenata
Karakteristike, svojstva i način ispitivanja pojedinih pigmenata propisani su standardima. Ispitivanjem se određuju mnoga svojstva kao što su svojstva hlapljivih tvari i tvari topljivih u vodi, pH vrijednost, električna vodljivost, udio u vodi topljivih sulfata, klorida, nitrata, ostatak na situ, gustoća, tvrdoća, optička svojstva, spektrofotometrijski podaci, jakost (izdašnost) boje, pokrivna moć, transparentnost, svjetlostalnost, kredanje, sjaj, termostabilnost, otpornost prema kemikalijama i tako dalje. Za pojedinu primjenu propisana su i dalje ispitivanja, na primjer dispergiranje u određenim vezivima, u PVC i tako dalje.

## Primjena
Na tržištu se pigmenti uglavnom nalaze u prahu, ali proizvođači pigmenata sve češće nude pigmentne preparate priređene za pojedinu posebnu primjenu, u kojima su pigmenti već dispergirani u određenom vezivu. Takvi su na primjer pigmenti za tiskarstvo, zatim takozvana pigmentna tijesta, koja se najviše upotrebljavaju prilikom proizvodnje tapeta i slično.

### Bijeli pigmenti
Bijeli pokrivni pigment ili bijeli pigment je pigment s povoljnim optičkim svojstvima i s velikom pokrivnom moći i koji se stoga u prvom redu upotrebljava za postizanje optičkih učinaka i zaštitnog djelovanja u lakovima i bojama (nalič) namijenjenim ličenju površine materijala, za razliku od pigmenata koji se upotrebljavaju kao punila i koji su također najčešće bijele boje. Među bijelima pokrivnim pigmentima ističe se titanijev dioksid (titan(IV) oksid), a sami ili s njim u smjesi upotrebljavaju se i cinkov oksid, cinkov sulfid, litopon te bazični olovo(II) karbonat.
| Bijeli pokrivni pigmenti            | Indeks loma n |
| ----------------------------------- | ------------- |
| Titanijev dioksid (anatas, rutil)   | 2,6 – 2,7     |
| Cinkov sulfid                       | 2,4           |
| Cinkov oksid (cinkovo bjelilo)      | 2,0 – 2,1     |
| Litopon                             | 1,8 – 2,1     |
| Olovo(II) karbonat (olovno bjelilo) | 1,8           |
| Barijev sulfat                      | 1,64          |

### Crni pigmenti
Glavni crni pigmenti jesu tvari koje se sastoje od elementarnog ugljika, što je u prvom redu čađa, a uz nju i grafit. Osim toga kao crni pigment poznato je i željezno crnilo, jedan od oksida željeza, dok različiti mješoviti oksidi željeza, koji sadrže i krom, bakar ili mangan, danas nisu mnogo važni. 

#### Čađa
Među crnim pigmentima čađa je svakako najvažnija i najviše se upotrebljava. Poznato je da se najviše čađe (više od 90%) troši u industriji guma (pneumatika). Međutim, od ukupno proizvedenih količina čađe oko 6% se upotrebljava u svojstvu pigmenata koji služi za optičke svrhe, to jest kao tvar kojom se postiže crna boja. U tom smislu najviše se pigmentne čađe troši u proizvodnji polimernih materijala, lakova i tiskarskih boja, dok manje količine služe za bojenje cementa i betona, papira, tekstilnih proizvoda, kože, paste za cipele, obuće i tako dalje. 
Čađa koja se upotrebljava u proizvodnji polimernih materijala ne služi samo za davanje crne boje, već se dodaje i kao punilo radi poboljšanja mehaničkih svojstava, zatim za mijenjanje električnih svojstava i kao stabilizator za sprječavanje razgradnje polimernih materijala djelovanjem ultraljubičastog zračenja. Od čađe za pripravu crnih lakova i boja traži se u prvom redu veći sjaj i povećana stabilnost prema atmosferilijama, laka mogućnost dispergiranja i otpornost prema flokuliranju. Takve zahtjeve više od ostalih ispunjavaju plinske čađe. U tiskarstvu čađa je neizmjerno važna u pripravi tiskarskog crnila za tisak novina, časopisa i knjiga. Za novinski tisak služe čađa srednje veličine čestica, koje se daju relativno lako dispergirati, ali s još dovoljnom dubinom boje, dok se od čađe za ofsetni tisak i knjigotisak traži velika pokrivna moć. 
Čađa se općenito odlikuje izvanrednim svojstvima. Ona je svjetlostalna i postojana prema djelovanju atmosferilija, kiselina i lužina, netopiva u otapalima, postojana na temperaturama do 250 °C, a posjeduje izrazitu jakost i dubinu boje. Već prema sirovinama i prema načinu proizvodnje postoji mnogo vrsta čađe. Njihovu tehničku primjenu određuju uglavnom tri važna svojstva: srednja veličina čestica, udjel površinskih oksida i sekundarna struktura.

#### Grafit
Kao jedna od triju alotropskih modifikacija ugljika, grafit se u obliku minerala pojavljuje u prirodi, a može se iz amorfnog ugljika proizvesti i sintetski. Grafit je važan tehnički materijal s nizom vrlo dobrih svojstava kao što su otpornost prema kemikalijama i temperaturnim promjenama, nizak koeficijent trenja, velika toplinska i električna vodljivost i tako dalje. U svojstvu pigmenata grafit ne nalazi veću primjenu. Kao crni pigment u lakovima za bojenje površine materijala, grafit se praktički uopće ne upotrebljava jer se vrlo slabo miješa s vezivima, a njegova crna boja nije dovoljno izrazita i jaka. Međutim, grafit se primjenjuje u pripravi sredstava za ličenje s antikorozivnim djelovanjem. Takvi naliči štite od korozije velike industrijske građevine i konstrukcije mostova, spremnika za vodu i plin, i slično. Osim toga, grafit služi i kao punilo u bojama i lakovima, gumenim proizvodima i plastici. 

#### Željezno crnilo
Pod željeznim crnilom razumije se oksid željeza crne boje, koji se obično opisuje jednadžbe Fe3O4. To je zapravo, složeni oksid sa strukturom inverznog spinela, Fe3+(Fe2+Fe3+)O4. U prirodi se taj oksid pojavljuje u željeznoj rudi magnetitu, iz koje se kao pigment može pripraviti mljevenjem i klasiranjem. Taj prirodni crni pigment slabo se cijeni zbog male izdašnosti i u industrijskom se mjerilu praktički ne upotrebljava. 
Željezno crnilo bit će boljih svojstava i veće upotrebljivosti ako se iz otopina željeznih soli pripravi sintetski taloženjem s amonijakom uz istodobno propuhivanje zrakom. Pigment je plavkastocrne boje, kemijski otporan, svjetlostalan, ne migrira i vrlo je dobre pokrivne moći. Lakovi pigmentirani željeznim crnilom služe za zaštitu od korozije. Osim toga željezno crnilo upotrebljava se kao crni pigment za bojenje cementa i cementnih proizvoda, polimernih materijala, za nijansiranje u bijelim i obojenim lakovima, a zbog svoje netoksičnosti i za bojenje prehrambene ambalaže, te u kozmetici.

## Poveznice
- Bijeli pokrivni pigment
- Bojilo

## Vanjske poveznice
|  | Zajednički poslužitelj ima još gradiva o temi Pigment |